# Ceratostylis jacobsonii
Ceratostylis jacobsonii är en orkidéart som beskrevs av Johannes Jacobus Smith. Ceratostylis jacobsonii ingår i släktet Ceratostylis och familjen orkidéer. Inga underarter finns listade i Catalogue of Life.